# 경기도
경기도(京畿道)는 대한민국의 북서부에 있는 도이다. 수도권의 서울특별시와 인천광역시를 둘러싸고 있고, 동쪽으로는 강원특별자치도, 서쪽으로 황해, 남쪽으로는 충청남도 및 충청북도와 접하고, 북쪽으로는 조선민주주의인민공화국 황해북도 및 조선민주주의인민공화국 강원도와 경계를 이룬다. 대한민국에서 가장 인구가 많은 광역지방자치단체로, 경기도의 도청 소재지는 수원시이고, 의정부시에 경기도청 북부청사가 설치되 있다.

## 역사

### 고대
경기도에는 구석기 시대부터 사람이 살았으며 연천군 전곡읍 전곡리의 구석기시대 유적지와 하남시 미사동의 신석기시대 유적지, 여주 흔암리의 청동기시대 유적 등 주요한 선사 취락지들이 분포하고 있다. 기원전 2세기 경에는 진국(辰國)에 속하였으며 이후 삼한이 성립됐고 마한이 경기도·충청도·전라도 일대에 분포하였다. 마한의 54개 소국 가운데 10여 개가 경기도 지역에 포함됐던 것으로 추정된다.
기원전 18년, 백제가 한강 유역에서 건국된 이래 백제의 중심지로 4세기 말까지 기능했다. 396년, 고구려가 백제를 공격하여 한강 이북 지역을 점령하였으며 475년에는 한강 이남 지역도 상실하여 경기도 대부분이 고구려의 지배 하에 들어갔다. 551년에 백제 성왕은 신라와 연합하여 경기도 일대를 수복했으나 553년에 신라가 연합을 파기하고 경기도 일대를 차지하고 신주(新州)를 설치하여 다스렸다. 557년에 신주가 북한산주(北漢山州)로 개칭했다. 신라는 경기도를 차지하여 중국과의 해상 교통로를 확보했다. 신라 시기엔 한산주(漢山州)가 설치됐는데 757년에 한주(漢州)로 개칭됐다. 9세기 말에 신라가 혼란에 빠지자 경기도 각지엔 호족 세력이 난립했는데 898년에 궁예의 세력이 경기도 일대를 평정했다. 궁예의 후고구려는 송악(宋岳)에 도읍을 두기도 했다. 918년에 송악의 호족인 왕건이 궁예를 타도하고 고려를 건국했다.

### 고려시대
고려는 송악을 개경(開京)으로 개칭하고 도읍으로 삼았다. 고려 성종 14년(995년)에 지방행정구역을 십도(十道)로 개편할 때, 현재의 경기도는 관내도(關內道)와 중원도(中原道) 일부가 관할하는 지역이었다. 개경 주변에 적현(赤縣)(경현京縣이라고도 함) 6개와 기현(畿縣) 7개를 설치하였고, 1018년에 현종이 적현과 기현을 묶어서 왕도의 외곽지역을 정식으로 '경기(京畿)'라 부르기 시작하였다. 당시 경기는 오늘날 경기도의 북부 일부(파주시의 북부, 연천군의 서부)만 포함하였고, 이를 뺀 경기도의 대부분 지역은 양광도에 속하였다. 1067년에 서울의 강북 지역에 남경(南京)이 설치되었다. 1069년에 양광도(楊廣)·교주도(交州)·서해도(西海道)로부터 39현을 포함하면서 원래 경기 13현과 합하여 총 52현을 관할하는 규모로 확대되었으나, 얼마 후 경기의 영역은 현종 때의 규모로 축소되었다. 조선 개국 2년 전인 1390년, 총 44현을 통할해 1069년에 확대되었던 영역과 비슷한 규모로 재편되었고 처음으로 도 단위의 지방조직이 되었다. 당시의 경기는 좌도와 우도로 나뉘어 통치되었다.

### 조선 시대

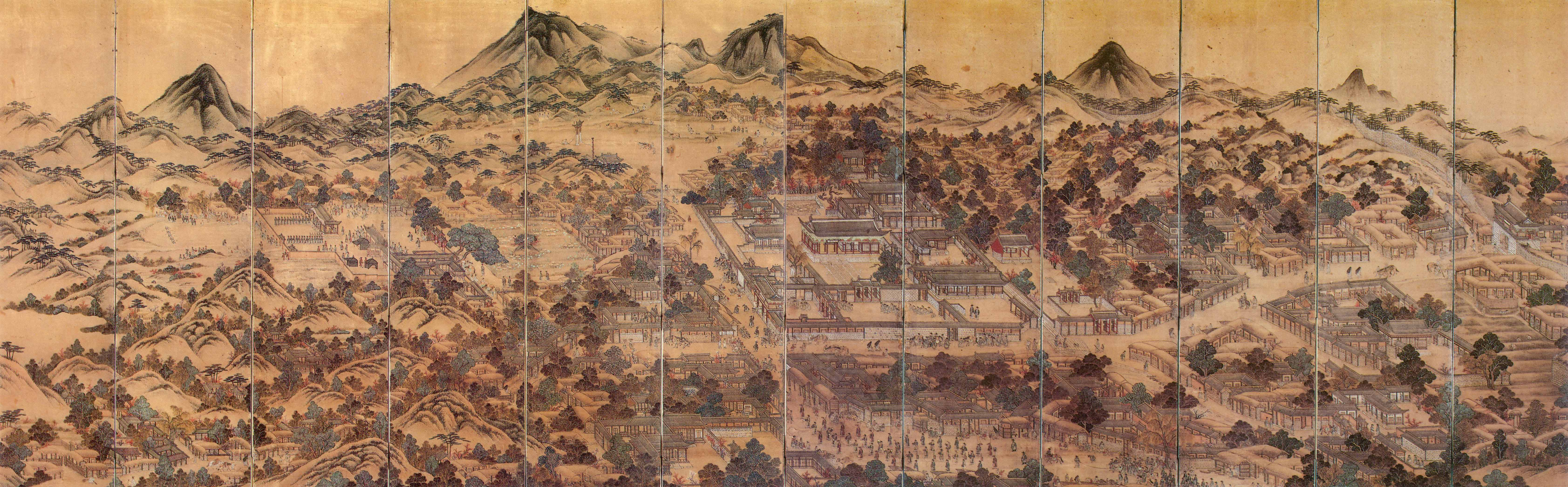
경기감영도

조선 시대에는 태조가 도읍을 한양으로 정한 뒤, 경기의 영역을 재조정하였다. 1402년(조선 태종 2년)에는 경기좌우도를 경기좌우도성(京畿左右道省)으로 명명했고 1413년(조선 태종 13년)에는 지금과 비슷한 경기도의 경계선이 확립되었다.
1414년(조선 태종 14년) 1월 18일에 경기좌도(京畿左道), 경기우도(京畿右道)가 경기도로 통합되었다. 이 과정에서 수안(遂安), 곡주(谷州), 연안(延安) 등 옛 경기도 북서부 지역이 풍해도(豊海道, 황해도(黃海道))에 편입되었으며 양주(楊州), 광주(廣州), 수원(水原), 여주(驪州), 안성(安城)을 비롯한 일부 옛 충청도 북부 지역이 경기도에 편입되었다. 세종 시기에는 경기도 철원(鐵原), 안협(安峽)이 강원도에 지우고 충청도 죽산(竹山)이 경기도에 이관되었다.
1895년에 종래의 행정구역을 개편한 23부제가 실시되었는데 이때 경기도는 대체로 한성부, 인천부, 충주부, 공주부, 개성부의 영역에 속하게 되었다. 다시 1896년에 13개의 도로 행정구역이 개편되었으며 경기도의 수부(首府)는 수원에 두었다.

### 일제강점기

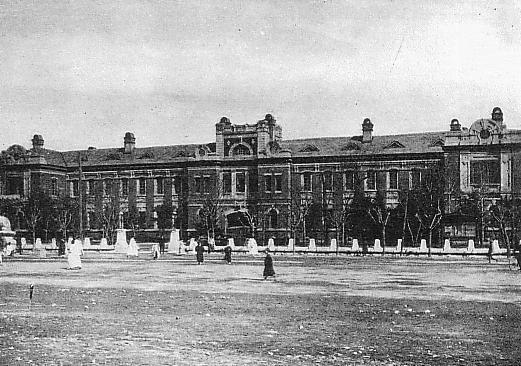
일제강점기 경기도청

- 1910년 10월 1일 기존의 한성부가 경기도로 편입되면서 경성부로 개칭되고 여기에 도청을 경성부 광화문 앞에 두었다.[7]
- 1914년 행정구역 통폐합으로 부평군, 양지군, 죽산군, 음죽군, 안산군, 과천군, 교하군, 적성군, 풍덕군, 마전군, 삭녕군, 영평군, 양천군, 남양군, 교동군, 통진군, 평택군이 폐지되어 다른 군에 흡수되거나 통합되고 신설된 지역은 부천군이다.
- 1930년 개성군 송도면이 개성부로 승격되었고, 잔여 지역이 개풍군으로 개칭되었다.
- 1936년 4월 1일 고양군 용강면, 연희면, 한지면 일원과 숭인면 일부, 은평면 일부, 시흥군 영등포읍 일원, 북면 일부, 동면 일부가 경성부로 편입되었다.
- 1938년 경기도 진위군의 이름을 평택군으로 바꾸었다.
- 1940년 부천군 문학면 등이 인천부로 편입되었다.

### 군정기
- 1945년 9월 2일 미국과 소련이 38선을 경계로 한반도를 분할 점령함으로써 경기도의 대부분은 미군정 관할이 되었으나 연천군 대부분과 포천군, 가평군의 일부가 소련군정 관할이 되었다.
- 1945년 11월 4일 연천군의 미군정 관할 지역이 파주군에 편입되었다.[8]
- 1946년 9월 28일 경기도 서울시가 서울특별자유시로 승격되어 경기도 관할에서 완전히 분리되었다.[9]
- 1945년 11월 4일  황해도의 38선 이남 지역이 경기도에 편입되었다. 이에 따라 황해도 옹진군은 경기도 옹진군이 되었고, 벽성군 해남면 · 동강면 · 송림면과 장연군 백령면 등 38선 이남의 인근 4개면이 옹진군에 편입되었다.[10][11][12][13]

### 대한민국
- 1949년 8월 13일 고양군 중 숭인면, 뚝도면, 은평면과 시흥군 동면 중 구로리, 도림리, 번대방리가 서울특별시 (현재의 강북구, 성북구, 은평구, 서대문구, 마포구, 송파구, 중랑구, 광진구, 종로구, 영등포구, 동작구 일부, 송파구 일부)에 편입되었다. 다음 날 수원군 수원읍이 수원부로 승격되었다. (수원읍이 분리된 후 수원군의 나머지 지역은 화성군으로 개칭하였다.)[14]
- 1949년 8월 15일 인천부, 개성부, 수원부가 인천시, 개성시, 수원시로 개칭되었다.
- 1953년 7월 27일 한국 전쟁 휴전 협정에 의해 개성시, 개풍군, 연백군과 옹진군의 본토 지역이 조선민주주의인민공화국 관할이 되어 경기도에서 제외되었고 대신 연천군, 포천군, 가평군의 38선 이북 지역이 대한민국 관할이 되어 경기도에 환원되었다.
- 1962년 12월 12일 양주군, 광주군, 김포군, 시흥군 중 일부 지역과 부천군 오정면의 일부가 서울특별시 (현재 구로구, 금천구, 강서구, 양천구, 동작구, 관악구, 도봉구, 강북구, 노원구, 중랑구, 서초구, 강남구, 송파구, 강동구)에 편입되었다.[15]
- 1963년 1월 1일 의정부시가 양주군에서 분리 신설되었고, 부천군 영종면 운남리 작약도가 인천시 관할로 이관되었다. 장단군 군내면이 파주군 임진면, 장남면이 연천군 백학면에 각각 편입되었다.
- 1967년 도청 이전으로 경기도의 도청소재지가 서울특별시에서 수원시로 이전을 했다. 의정부시에 북부출장소가 설치되었다.
- 1972년 12월 28일 장단군이 폐지되고 장단면, 진서면(군사분계선 이북 제외), 진동면이 파주군에 편입되었다.
- 1973년 7월 1일 고양군 신도면 구파발리, 진관내리 및 진관외리가 서울시 서대문구 (현재 은평구)로 편입되었다. 동시기에 성남시 (옛 광주군의 돌마면·낙생면과 중부면·대왕면의 일부)가 광주군에서 분리 승격되었고, 안양시가 시흥군 안양읍에서 승격되었다.[16] 같은 날 경기도 부천군 소사읍을 부천시로 승격시키고 소래면은 시흥군으로, 계양면과 오정면은 김포군으로, 영종면, 북도면, 용유면, 덕적면, 영흥면, 대부면은 옹진군으로 이관되어 부천군은 폐지되었다.
- 1975년 10월 1일 김포군 오정면이 부천시에 편입되었다.
- 1979년 5월 1일 파주군 군내면에 옛 장단군 지역을 관할하는 군내출장소(2011년 장단출장소로 개칭)이 설치되었다. 시흥군 서면, 남면, 의왕면이 각각 소하읍, 군포읍, 의왕읍으로 승격되었다. 군청 소재지가 면에서 읍으로 일괄 전면 승격되었다.
- 1980년 양주군의 일부가 남양주군으로 분리되었다.
- 1981년 7월 1일 경기도 인천시 일원을 관할로 인천직할시가 설치되어 경기도에서 완전히 분리되었다.[17] 같은 해 광명시 (시흥군 소하읍이 광명시로 승격 분리)가 시흥군에서, 동두천시 (양주군 동두천읍에서 동두천시로 승격)가 양주군에서 분리 신설되었고, 평택군 송탄읍이 송탄시로 승격되었다.
- 1983년 2월 15일 반월면 일부가 시흥군 의왕읍으로, 포천군 청산면이 연천군으로, 연천군 관인면이 포천군으로 편입되었다.
- 1986년 1월 1일 과천시가 시흥군 과천면에서 승격 및 분리되었고, 반월출장소 등이 안산시로 승격되어 화성군과 시흥군에서 각각 분리되었으며, 평택시가 평택군 평택읍에서 승격 후 분리되었다.
- 1986년 1월 1일 남양주군 구리읍이 구리시로 승격되어 남양주군에서 분리되었다.
- 1988년 1월 1일 경기도 부천시에 중구(이후 원미구)와 남구(이후 소사구)가 설치되었다.
- 1988년 7월 1일 경기도 수원시에 권선구와 장안구가 설치되었다.
- 1989년 1월 1일 경기도 김포군 계양면 일원이 인천직할시 북구에, 경기도 옹진군 영종면·용유면 일원이 인천직할시 중구에 각각 편입되었다. 같은 날 군포시와 의왕시가 시흥군에서 분리되었고, 시흥군의 나머지는 군내 모든 읍·면을 폐지하고 시흥시로 승격되었다. 동년에 하남시가 광주군에서 완전히 분리 신설되었다.[18] 이 날 오산시가 화성군 오산읍에서 승격 후 완전히 분리되어 경기도의 독립적인 행정 구역이 되었다. 남양주군 미금읍이 미금시로 승격되었다.
- 1989년 5월 1일 경기도 성남시에 중원구와 수정구가 설치되었다.
- 1991년 9월 17일 성남시에 분당구가 설치되어 중원구의 일부에서 분리되었다.
- 1992년 2월 1일 고양군이 모든 읍·면을 폐지하고 고양시로 승격하였다.
- 1992년 10월 1일 안양시에 만안구와 동안구가 설치되었다.
- 1993년 2월 1일 부천시에 오정구, 수원시에 팔달구가 설치되었다.(기존 부천시 중구, 수원시 권선구 일부) 부천시 중구와 남구가 각각 원미구와 소사구로 개칭되었고, 행정구역 조정이 이루어졌다.
- 1994년 12월 26일 화성군 반월면이 폐지되고 안산시, 군포시, 의왕시에 흡수되었고, 시흥시 수암동, 안산동과 옹진군 대부면이 안산시로 편입되었다.
- 1995년 1월 1일 도농복합도시 설치에 의거 미금시와 남양주군이 남양주시로 통합되었다.
- 1995년 3월 1일 경기도 옹진군과 강화군 전역, 그리고 경기도 김포군 검단면(현재의 인천광역시 서구 검단동)이 인천광역시에 편입되었다.[19]
- 1995년 5월 10일 평택시와 송탄시, 평택군이 도농복합시인 평택시로 통합되었다.
- 1996년 3월 1일 용인군, 파주군, 이천군이 도농복합 형태의 용인시, 파주시, 이천시로 승격되었다. 고양시에 덕양구와 일산구가 설치되었다.
- 1998년 4월 1일 안성군, 김포군이 도농복합 형태의 안성시, 김포시로 승격되었다.
- 2001년 3월 21일 광주군과 화성군이 각각 도농복합도시인 광주시, 화성시로 승격되었다.
- 2002년 11월 1일 안산시에 상록구와 단원구가 설치되었다.
- 2003년 10월 19일 양주군과 포천군이 각각 도농복합도시인 양주시, 포천시로 승격되었다.
- 2003년 11월 24일 수원시 팔달구 동부가 영통구로 분리되었다.
- 2005년 5월 16일 고양시 일산구가 일산서구와 일산동구로 분리되었다.
- 2005년 10월 31일 용인시에 기흥구, 처인구, 수지구를 설치하였다.
- 2007년 2월 10일 의왕시가 한자 표기를 儀旺에서 義王으로 바꿨다.
- 2013년 9월 23일 여주군이 도농복합시인 여주시로 승격하였다.
- 2015년 12월 7일 위례신도시 건설에 따라 서울특별시 송파구, 경기도 성남시, 하남시 간의 관할 구역을 조정하였다.[20]
- 2016년 3월 25일 경기지방경찰청이 경기남부지방경찰청과 경기북부지방경찰청으로 분리되었다.
- 2016년 7월 4일 부천시가 일반구 체제를 책임읍면동제로 변경하고 원미구, 소사구, 오정구가 폐지되었다.
- 2022년 5월 30일 도청이 경기도 수원시 팔달구 매산로3가에서 수원시 영통구 이의동 광교신도시 신청사로 이전했다.
- 2024년 1월 1일 부천시가 책임읍면동제를 일반구 체제로 환원하여 원미구, 소사구, 오정구를 재설치하였다.

## 행정 구역
2022년 12월을 기준으로 경기도의 각 시/군의 인구와 면적은 다음과 같다. 인구는 13,589,432명이고 남여비율은 1.01로 전반적인 남초 지역이다. 시군별로는 포천시(1.13)가 가장 높고, 고양시(0.95)가 가장 낮다.
| 이름     | 한자     | 세대      | 인구       | 면적      | 지도 |
| -------- | -------- | --------- | ---------- | --------- | --- |
| 수원시   | 水原市   | 528,482   | 1,190,964  | 121.0     | 황해 서울특별시 인천광역시 충청남도 충청북도 강원특별자치도 김포시 연천군 가평군 포천시 파주시 동두천시 양주시 의정부시 남양주시 3 =구리시 하남시 성남시 2 =과천시 의 왕 시 광 명 시 안양시 1 =군포시 광주시 용인시 오 산 시 수원시 이천시 여주시 양평군 고양시 부 천 시 시흥시 안산시 화성시 평택시 안성시 |
| 성남시   | 城南市   | 408,195   | 922,518    | 141.7     | 황해 서울특별시 인천광역시 충청남도 충청북도 강원특별자치도 김포시 연천군 가평군 포천시 파주시 동두천시 양주시 의정부시 남양주시 3 =구리시 하남시 성남시 2 =과천시 의 왕 시 광 명 시 안양시 1 =군포시 광주시 용인시 오 산 시 수원시 이천시 여주시 양평군 고양시 부 천 시 시흥시 안산시 화성시 평택시 안성시 |
| 의정부시 | 議政府市 | 208,352   | 463,724    | 81.5      | 황해 서울특별시 인천광역시 충청남도 충청북도 강원특별자치도 김포시 연천군 가평군 포천시 파주시 동두천시 양주시 의정부시 남양주시 3 =구리시 하남시 성남시 2 =과천시 의 왕 시 광 명 시 안양시 1 =군포시 광주시 용인시 오 산 시 수원시 이천시 여주시 양평군 고양시 부 천 시 시흥시 안산시 화성시 평택시 안성시 |
| 안양시   | 安養市   | 227,475   | 548,228    | 58.5      | 황해 서울특별시 인천광역시 충청남도 충청북도 강원특별자치도 김포시 연천군 가평군 포천시 파주시 동두천시 양주시 의정부시 남양주시 3 =구리시 하남시 성남시 2 =과천시 의 왕 시 광 명 시 안양시 1 =군포시 광주시 용인시 오 산 시 수원시 이천시 여주시 양평군 고양시 부 천 시 시흥시 안산시 화성시 평택시 안성시 |
| 부천시   | 富川市   | 344,135   | 790,128    | 53.4      | 황해 서울특별시 인천광역시 충청남도 충청북도 강원특별자치도 김포시 연천군 가평군 포천시 파주시 동두천시 양주시 의정부시 남양주시 3 =구리시 하남시 성남시 2 =과천시 의 왕 시 광 명 시 안양시 1 =군포시 광주시 용인시 오 산 시 수원시 이천시 여주시 양평군 고양시 부 천 시 시흥시 안산시 화성시 평택시 안성시 |
| 광명시   | 光明市   | 118,493   | 287,945    | 38.5      | 황해 서울특별시 인천광역시 충청남도 충청북도 강원특별자치도 김포시 연천군 가평군 포천시 파주시 동두천시 양주시 의정부시 남양주시 3 =구리시 하남시 성남시 2 =과천시 의 왕 시 광 명 시 안양시 1 =군포시 광주시 용인시 오 산 시 수원시 이천시 여주시 양평군 고양시 부 천 시 시흥시 안산시 화성시 평택시 안성시 |
| 평택시   | 平澤市   | 271,362   | 578,529    | 455.2     | 황해 서울특별시 인천광역시 충청남도 충청북도 강원특별자치도 김포시 연천군 가평군 포천시 파주시 동두천시 양주시 의정부시 남양주시 3 =구리시 하남시 성남시 2 =과천시 의 왕 시 광 명 시 안양시 1 =군포시 광주시 용인시 오 산 시 수원시 이천시 여주시 양평군 고양시 부 천 시 시흥시 안산시 화성시 평택시 안성시 |
| 동두천시 | 東豆川市 | 43,973    | 91,546     | 95.7      | 황해 서울특별시 인천광역시 충청남도 충청북도 강원특별자치도 김포시 연천군 가평군 포천시 파주시 동두천시 양주시 의정부시 남양주시 3 =구리시 하남시 성남시 2 =과천시 의 왕 시 광 명 시 안양시 1 =군포시 광주시 용인시 오 산 시 수원시 이천시 여주시 양평군 고양시 부 천 시 시흥시 안산시 화성시 평택시 안성시 |
| 안산시   | 安山市   | 291,091   | 641,660    | 149.1     | 황해 서울특별시 인천광역시 충청남도 충청북도 강원특별자치도 김포시 연천군 가평군 포천시 파주시 동두천시 양주시 의정부시 남양주시 3 =구리시 하남시 성남시 2 =과천시 의 왕 시 광 명 시 안양시 1 =군포시 광주시 용인시 오 산 시 수원시 이천시 여주시 양평군 고양시 부 천 시 시흥시 안산시 화성시 평택시 안성시 |
| 고양시   | 高陽市   | 461,459   | 1,076,535  | 267.4     | 황해 서울특별시 인천광역시 충청남도 충청북도 강원특별자치도 김포시 연천군 가평군 포천시 파주시 동두천시 양주시 의정부시 남양주시 3 =구리시 하남시 성남시 2 =과천시 의 왕 시 광 명 시 안양시 1 =군포시 광주시 용인시 오 산 시 수원시 이천시 여주시 양평군 고양시 부 천 시 시흥시 안산시 화성시 평택시 안성시 |
| 과천시   | 果川市   | 28,726    | 78,137     | 35.9      | 황해 서울특별시 인천광역시 충청남도 충청북도 강원특별자치도 김포시 연천군 가평군 포천시 파주시 동두천시 양주시 의정부시 남양주시 3 =구리시 하남시 성남시 2 =과천시 의 왕 시 광 명 시 안양시 1 =군포시 광주시 용인시 오 산 시 수원시 이천시 여주시 양평군 고양시 부 천 시 시흥시 안산시 화성시 평택시 안성시 |
| 구리시   | 九里市   | 80,424    | 188,701    | 33.3      | 황해 서울특별시 인천광역시 충청남도 충청북도 강원특별자치도 김포시 연천군 가평군 포천시 파주시 동두천시 양주시 의정부시 남양주시 3 =구리시 하남시 성남시 2 =과천시 의 왕 시 광 명 시 안양시 1 =군포시 광주시 용인시 오 산 시 수원시 이천시 여주시 양평군 고양시 부 천 시 시흥시 안산시 화성시 평택시 안성시 |
| 남양주시 | 南楊州市 | 304,288   | 737,353    | 458.1     | 황해 서울특별시 인천광역시 충청남도 충청북도 강원특별자치도 김포시 연천군 가평군 포천시 파주시 동두천시 양주시 의정부시 남양주시 3 =구리시 하남시 성남시 2 =과천시 의 왕 시 광 명 시 안양시 1 =군포시 광주시 용인시 오 산 시 수원시 이천시 여주시 양평군 고양시 부 천 시 시흥시 안산시 화성시 평택시 안성시 |
| 오산시   | 烏山市   | 103,552   | 229,849    | 42.8      | 황해 서울특별시 인천광역시 충청남도 충청북도 강원특별자치도 김포시 연천군 가평군 포천시 파주시 동두천시 양주시 의정부시 남양주시 3 =구리시 하남시 성남시 2 =과천시 의 왕 시 광 명 시 안양시 1 =군포시 광주시 용인시 오 산 시 수원시 이천시 여주시 양평군 고양시 부 천 시 시흥시 안산시 화성시 평택시 안성시 |
| 시흥시   | 始興市   | 223,534   | 512,912    | 135.0     | 황해 서울특별시 인천광역시 충청남도 충청북도 강원특별자치도 김포시 연천군 가평군 포천시 파주시 동두천시 양주시 의정부시 남양주시 3 =구리시 하남시 성남시 2 =과천시 의 왕 시 광 명 시 안양시 1 =군포시 광주시 용인시 오 산 시 수원시 이천시 여주시 양평군 고양시 부 천 시 시흥시 안산시 화성시 평택시 안성시 |
| 군포시   | 軍浦市   | 113,878   | 266,213    | 36.4      | 황해 서울특별시 인천광역시 충청남도 충청북도 강원특별자치도 김포시 연천군 가평군 포천시 파주시 동두천시 양주시 의정부시 남양주시 3 =구리시 하남시 성남시 2 =과천시 의 왕 시 광 명 시 안양시 1 =군포시 광주시 용인시 오 산 시 수원시 이천시 여주시 양평군 고양시 부 천 시 시흥시 안산시 화성시 평택시 안성시 |
| 의왕시   | 義王市   | 64,839    | 160,221    | 54.0      | 황해 서울특별시 인천광역시 충청남도 충청북도 강원특별자치도 김포시 연천군 가평군 포천시 파주시 동두천시 양주시 의정부시 남양주시 3 =구리시 하남시 성남시 2 =과천시 의 왕 시 광 명 시 안양시 1 =군포시 광주시 용인시 오 산 시 수원시 이천시 여주시 양평군 고양시 부 천 시 시흥시 안산시 화성시 평택시 안성시 |
| 하남시   | 河南市   | 140,415   | 326,059    | 93.0      | 황해 서울특별시 인천광역시 충청남도 충청북도 강원특별자치도 김포시 연천군 가평군 포천시 파주시 동두천시 양주시 의정부시 남양주시 3 =구리시 하남시 성남시 2 =과천시 의 왕 시 광 명 시 안양시 1 =군포시 광주시 용인시 오 산 시 수원시 이천시 여주시 양평군 고양시 부 천 시 시흥시 안산시 화성시 평택시 안성시 |
| 용인시   | 龍仁市   | 432,151   | 1,074,971  | 591.4     | 황해 서울특별시 인천광역시 충청남도 충청북도 강원특별자치도 김포시 연천군 가평군 포천시 파주시 동두천시 양주시 의정부시 남양주시 3 =구리시 하남시 성남시 2 =과천시 의 왕 시 광 명 시 안양시 1 =군포시 광주시 용인시 오 산 시 수원시 이천시 여주시 양평군 고양시 부 천 시 시흥시 안산시 화성시 평택시 안성시 |
| 파주시   | 坡州市   | 218,264   | 495,315    | 672.4     | 황해 서울특별시 인천광역시 충청남도 충청북도 강원특별자치도 김포시 연천군 가평군 포천시 파주시 동두천시 양주시 의정부시 남양주시 3 =구리시 하남시 성남시 2 =과천시 의 왕 시 광 명 시 안양시 1 =군포시 광주시 용인시 오 산 시 수원시 이천시 여주시 양평군 고양시 부 천 시 시흥시 안산시 화성시 평택시 안성시 |
| 이천시   | 利川市   | 102,618   | 222,721    | 461.3     | 황해 서울특별시 인천광역시 충청남도 충청북도 강원특별자치도 김포시 연천군 가평군 포천시 파주시 동두천시 양주시 의정부시 남양주시 3 =구리시 하남시 성남시 2 =과천시 의 왕 시 광 명 시 안양시 1 =군포시 광주시 용인시 오 산 시 수원시 이천시 여주시 양평군 고양시 부 천 시 시흥시 안산시 화성시 평택시 안성시 |
| 안성시   | 安城市   | 89,951    | 188,842    | 553.5     | 황해 서울특별시 인천광역시 충청남도 충청북도 강원특별자치도 김포시 연천군 가평군 포천시 파주시 동두천시 양주시 의정부시 남양주시 3 =구리시 하남시 성남시 2 =과천시 의 왕 시 광 명 시 안양시 1 =군포시 광주시 용인시 오 산 시 수원시 이천시 여주시 양평군 고양시 부 천 시 시흥시 안산시 화성시 평택시 안성시 |
| 김포시   | 金浦市   | 202,189   | 484,267    | 276.6     | 황해 서울특별시 인천광역시 충청남도 충청북도 강원특별자치도 김포시 연천군 가평군 포천시 파주시 동두천시 양주시 의정부시 남양주시 3 =구리시 하남시 성남시 2 =과천시 의 왕 시 광 명 시 안양시 1 =군포시 광주시 용인시 오 산 시 수원시 이천시 여주시 양평군 고양시 부 천 시 시흥시 안산시 화성시 평택시 안성시 |
| 화성시   | 華城市   | 387,820   | 910,814    | 689.2     | 황해 서울특별시 인천광역시 충청남도 충청북도 강원특별자치도 김포시 연천군 가평군 포천시 파주시 동두천시 양주시 의정부시 남양주시 3 =구리시 하남시 성남시 2 =과천시 의 왕 시 광 명 시 안양시 1 =군포시 광주시 용인시 오 산 시 수원시 이천시 여주시 양평군 고양시 부 천 시 시흥시 안산시 화성시 평택시 안성시 |
| 광주시   | 廣州市   | 170,497   | 391,462    | 430.8     | 황해 서울특별시 인천광역시 충청남도 충청북도 강원특별자치도 김포시 연천군 가평군 포천시 파주시 동두천시 양주시 의정부시 남양주시 3 =구리시 하남시 성남시 2 =과천시 의 왕 시 광 명 시 안양시 1 =군포시 광주시 용인시 오 산 시 수원시 이천시 여주시 양평군 고양시 부 천 시 시흥시 안산시 화성시 평택시 안성시 |
| 개성시   | 開城市   | ?         | 308,440    | 1,308.634 | 황해 서울특별시 인천광역시 충청남도 충청북도 강원특별자치도 김포시 연천군 가평군 포천시 파주시 동두천시 양주시 의정부시 남양주시 3 =구리시 하남시 성남시 2 =과천시 의 왕 시 광 명 시 안양시 1 =군포시 광주시 용인시 오 산 시 수원시 이천시 여주시 양평군 고양시 부 천 시 시흥시 안산시 화성시 평택시 안성시 |
| 양주시   | 楊州市   | 106,361   | 243,432    | 310.2     | 황해 서울특별시 인천광역시 충청남도 충청북도 강원특별자치도 김포시 연천군 가평군 포천시 파주시 동두천시 양주시 의정부시 남양주시 3 =구리시 하남시 성남시 2 =과천시 의 왕 시 광 명 시 안양시 1 =군포시 광주시 용인시 오 산 시 수원시 이천시 여주시 양평군 고양시 부 천 시 시흥시 안산시 화성시 평택시 안성시 |
| 포천시   | 抱川市   | 73,438    | 146,701    | 826.5     | 황해 서울특별시 인천광역시 충청남도 충청북도 강원특별자치도 김포시 연천군 가평군 포천시 파주시 동두천시 양주시 의정부시 남양주시 3 =구리시 하남시 성남시 2 =과천시 의 왕 시 광 명 시 안양시 1 =군포시 광주시 용인시 오 산 시 수원시 이천시 여주시 양평군 고양시 부 천 시 시흥시 안산시 화성시 평택시 안성시 |
| 여주시   | 驪州市   | 53,946    | 113,150    | 607.7     | 황해 서울특별시 인천광역시 충청남도 충청북도 강원특별자치도 김포시 연천군 가평군 포천시 파주시 동두천시 양주시 의정부시 남양주시 3 =구리시 하남시 성남시 2 =과천시 의 왕 시 광 명 시 안양시 1 =군포시 광주시 용인시 오 산 시 수원시 이천시 여주시 양평군 고양시 부 천 시 시흥시 안산시 화성시 평택시 안성시 |
| 연천군   | 漣川郡   | 21,858    | 42,062     | 696.2     | 황해 서울특별시 인천광역시 충청남도 충청북도 강원특별자치도 김포시 연천군 가평군 포천시 파주시 동두천시 양주시 의정부시 남양주시 3 =구리시 하남시 성남시 2 =과천시 의 왕 시 광 명 시 안양시 1 =군포시 광주시 용인시 오 산 시 수원시 이천시 여주시 양평군 고양시 부 천 시 시흥시 안산시 화성시 평택시 안성시 |
| 가평군   | 加平郡   | 32,140    | 62,150     | 843.5     | 황해 서울특별시 인천광역시 충청남도 충청북도 강원특별자치도 김포시 연천군 가평군 포천시 파주시 동두천시 양주시 의정부시 남양주시 3 =구리시 하남시 성남시 2 =과천시 의 왕 시 광 명 시 안양시 1 =군포시 광주시 용인시 오 산 시 수원시 이천시 여주시 양평군 고양시 부 천 시 시흥시 안산시 화성시 평택시 안성시 |
| 양평군   | 楊平郡   | 59,788    | 122,323    | 877.8     | |
| 개풍군   | 開豊郡   | ?         | 115,862    | 262.6     | |
| 장풍군   | 長豊郡   | ?         | 69,104     | 542.17    | |
| 경기도   | 京畿道   | 5,913,694 | 13,589,432 | 10,187.6  | |

- 조선민주주의인민공화국의 실질적인 지배 상태에 있는 경기도 내 미수복지구(개성시·개풍군·장단군)는 이북5도위원회에서 관할한다.

### 폐지된 행정구역
- 강화군: 1995년 인천광역시에 편입
- 남양주군, 미금시, 평택군, 송탄시: 1995년 대한민국 지방자치법 개정으로 사라진 경기도 산하 시군들.
- 부천군
- 시흥군
- 서울시: 광복 후 임시로 특별자유시로 경기도에서 분리, 1949년 특별시 승격
  - 경성부
  - 한성부
- 옹진군: 1995년 인천시 편입
- 인천시: 1981년 직할시 승격
  - 인천부
  - 제물포시
- 장단군[21]
- 교동군, 통진군, 남양군, 부평군, 양천군, 안산군, 과천군(율진군), 영평군, 양지군, 음죽군, 죽산군, 적성군, 진위군, 양성군 등 1914년 부군면 통폐합으로 사라진 경기도 산하 군현들.
- 부천시의 남구, 중구
- 개성시, 개풍군: 현재 북한
- 마전군
- 부평군
- 북포천군
- 삭녕군
- 양근군
- 지평군
- 풍덕군
- 해풍군
- 삭주군
- 고양군
- 안삭군
- 견성군
- 우봉군
- 동주군
- 경원군
- 장제군
- 김포군
- 수원군
- 당은군
- 양주군
- 광주군
- 화성군
- 여주군: 2013년 여주시로 승격

## 인구
경기도는 조선 시대와 일제강점기를 거치는 동안 농업을 기반으로 한 전통적인 농촌 지역의 성격을 지니고 있었다. 당시 경기도는 수도 한성을 둘러싼 곡창지대로서의 역할을 담당하였으나, 인구 규모는 현대와 비교할 때 매우 적은 편이었다. 대다수 주민은 농업에 종사하였으며, 인구 밀도 역시 낮았다.
1950년 한국전쟁 이후 피난민과 귀환민이 서울 및 인근 지역으로 몰려들었고, 그 과정에서 경기도 역시 인구 증가를 경험하였다. 1960년대 박정희 정부의 산업화 정책에 따라 서울에 공장이 집중되면서, 주거 수요가 경기도 주변 지역(성남, 안양, 부천, 수원 등)으로 확산되었다. 이 시기를 기점으로 경기도는 본격적으로 서울의 위성도시적 성격을 띠기 시작하였다.
1970년대에 접어들며 새마을운동과 산업단지 조성(구로, 반월, 평택 등)이 본격화되면서 경기도의 도시화는 급속히 진행되었다. 특히 1980년대 후반부터 1990년대 초반에 걸쳐 추진된 분당·일산·산본·중동·평촌 등 제1기 신도시 개발은 대규모 인구 유입을 촉발하였다. 이에 따라 경기도 인구는 1970년 약 500만 명 수준에서 1990년경 1,200만 명으로 두 배 이상 증가하였다.
1990년대 이후에도 판교·동탄·파주 운정 등 제2기 신도시가 개발되면서 경기도의 인구 증가는 지속되었다. 이러한 변화의 결과, 경기도는 2000년대 초반 서울을 추월하여 전국에서 가장 많은 인구를 보유한 광역자치단체로 부상하였다. 수도권 과밀화 현상은 한층 심화되었으며, 경기도는 수도권 주거지로서의 비중을 확고히 하였다.
2010년대 중반 경기도 인구는 1,200만 명을 돌파하였으며, 2025년 현재 약 1,400만 명에 이르고 있다. 반면 서울의 인구는 감소 추세를 보이고 있어, 경기도는 수도권 내 인구 비중에서 절반 이상을 차지하는 상황에 이르렀다. 또한 광역 교통망의 확충(GTX 등)과 제3기 신도시 개발(남양주 왕숙, 하남 교산, 고양 창릉 등)에 따라 향후에도 경기도의 인구 분산 및 집중은 동시에 진행될 것으로 전망된다.

### 연도별 인구
경기도(에 해당하는 지역, 강화군/옹진군 및 인천광역시 제외)의 연도별 인구 추이

| 연도   | 인구                                            |
| ------ | ----------------------------------------------- |
| 1925년 | 1,889,899                                       |
| 1930년 | 2,231,367                                       |
| 1935년 | 2,528,834                                       |
| 1940년 | 2,715,746                                       |
| 1945년 | 2,715,746                                       |
| 1950년 | 2,648,688(1946년 서울특별자유시 승격, 분리)     |
| 1953년 | 1,758,858(한국전쟁으로 피란민 대거 발생)        |
| 1955년 | 2,353,407                                       |
| 1960년 | 2,745,620                                       |
| 1965년 | 3,050,695                                       |
| 1970년 | 3,354,787                                       |
| 1975년 | 4,034,943                                       |
| 1980년 | 4,928,431                                       |
| 1985년 | 4,772,845(1981년 인천직할시 승격, 분리)         |
| 1990년 | 6,137,227                                       |
| 1995년 | 7,640,078(1995년 강화군 · 옹진군 인천으로 편입) |
| 2000년 | 8,961,533                                       |
| 2005년 | 10,335,343                                      |
| 2010년 | 11,484,241                                      |
| 2015년 | 12,366,711                                      |
| 2020년 | 13,700,000                                      |

### 연령별 인구
2020년 10월 현재 기준으로 다음과 같다.
그래프는 10,000명당 1씩 표현하였고 1,000의 자리가 8이상인 경우 반올림하였다.
| 계급별    | 인구수      | 인구그래프 | 비고 |
| --------- | ----------- | ---------- | ---- |
| 0~4세     | 491,574명   |            |      |
| 5~9세     | 661,253명   |            |      |
| 10~14세   | 656,784명   |            |      |
| 15~19세   | 678,317명   |            |      |
| 20~24세   | 857,628명   |            |      |
| 25~29세   | 943,322명   |            |      |
| 30~34세   | 859,329명   |            |      |
| 35~39세   | 1,048,701명 |            |      |
| 40~44세   | 1,099,970명 |            |      |
| 45~49세   | 1,198,397명 |            |      |
| 50~54세   | 1,163,495명 |            |      |
| 55~59세   | 1,068,408명 |            |      |
| 60~64세   | 915,280명   |            |      |
| 65~69세   | 594,853명   |            |      |
| 70~74세   | 428,645명   |            |      |
| 75~79세   | 334,120명   |            |      |
| 80~84세   | 229,161명   |            |      |
| 85~89세   | 115,274명   |            |      |
| 90~94세   | 41,507명    |            |      |
| 95~99세   | 10,299명    |            |      |
| 100세이상 | 4,927명     |            |      |

## 신도시 사업

### 1기 신도시
- 분당신도시 (성남시)
- 산본신도시 (군포시)
- 일산신도시 (고양시)
- 중동신도시 (부천시)
- 평촌신도시 (안양시)

### 2기 신도시
- 광교신도시 (수원시, 용인시)
- 동탄신도시 (화성시)
- 동탄2신도시 (화성시)
- 양주신도시 (양주시)
- 운정신도시 (파주시)
- 위례신도시 (성남시, 하남시, 서울특별시 송파구)
- 판교신도시 (성남시)
- 한강신도시 (김포시)

### 3기 신도시
- 과천신도시 (과천시)
- 광명시흥신도시 (광명시, 시흥시)
- 교산신도시 (하남시)
- 봉담3신도시 (화성시)
- 왕숙신도시 (남양주시)
- 왕숙2신도시 (남양주시)
- 의왕군포안산신도시 (군포시, 안산시, 의왕시)
- 장상신도시 (안산시)
- 진안신도시 (화성시)
- 창릉신도시 (고양시)

## 교통

### 전철
- ● 수도권 광역급행철도 A노선
- ● 수도권 전철 1호선
- ● 수도권 전철 3호선
- ● 수도권 전철 4호선
- ● 수도권 전철 5호선
- ● 서울 지하철 7호선
- ● 수도권 전철 8호선
- ● 수도권 전철 경강선
- ● 수도권 전철 경의·중앙선
- ● 수도권 전철 경춘선
- ● 수도권 전철 서해선
- ● 수도권 전철 수인·분당선
- ● 신분당선
- ● 용인 경전철
- ● 의정부 경전철

### 고속도로
- 경부고속도로
- 경인고속도로
- 제2경인고속도로
- 광주원주고속도로
- 수도권제1순환고속도로
- 수도권제2순환고속도로
- 서울양양고속도로
- 서해안고속도로
- 세종포천고속도로
- 영동고속도로
- 오산화성고속도로
- 익산평택고속도로
- 익산평택고속도로지선
- 인천국제공항고속도로
- 중부고속도로
- 제2중부고속도로
- 중부내륙고속도로
- 평택시흥고속도로
- 평택제천고속도로
- 평택파주고속도로

## 문화

### 유적지
- 수원 화성
- 남한산성
- 북한산성
- 행주산성
- 독산성
- 서오릉
- 서삼릉

## 스포츠

### 축구
| 리그명 | 팀명               | 창단연도 | 홈 경기장                   |
| K리그1 | 수원 삼성 블루윙즈 | 1995년   | 수원월드컵경기장            |
| K리그1 | 성남 FC            | 1989년   | 탄천종합운동장              |
| K리그1 | 수원 FC            | 2003년   | 수원종합운동장              |
| K리그2 | 부천 FC 1995       | 2007년   | 부천종합운동장              |
| K리그2 | FC 안양            | 2013년   | 안양종합운동장              |
| K리그2 | 안산 그리너스 FC   | 2016년   | 안산와~스타디움             |
| K4리그 | 포천 시민축구단    | 2008년   | 포천종합운동장              |
| K4리그 | 고양 시민축구단    | 2008년   | 고양어울림누리 별무리경기장 |
| K4리그 | 시흥 시민축구단    | 2016년   | 정왕동체육공원              |
| K4리그 | 여주 FC            | 2017년   | 여주종합운동장              |
| K3리그 | 양주시민축구단     | 2007년   | 고덕인조구장                |
| K3리그 | 파주시민축구단     | 2012년   | 파주스타디움                |
| K3리그 | 김포시민축구단     | 2013년   | 김포종합운동장              |
| K3리그 | 화성 FC            | 2013년   | 화성종합운동장              |
| K3리그 | 평택시민축구단     | 2017년   | 소사벌레포츠타운            |
| WK리그 | 수원FC 위민        | 2008년   | 수원종합운동장              |

### 야구
| 리그명                | 팀명            | 창단연도 | 홈 경기장                |
| KBO 리그              | kt wiz          | 2013년   | 수원케이티위즈파크       |
| KBO 퓨처스리그        | 고양 히어로즈   | 2014년   | 고양 국가대표 야구훈련장 |
| 독립야구단 경기도리그 | 연천 미라클     | 2015년   | 선곡 베이스볼파크        |
| 독립야구단 경기도리그 | 파주 챌린저스   | 2017년   | 교하야구장               |
| 독립야구단 경기도리그 | 고양 원더스     | 2017년   | 에이스볼파크             |
| 독립야구단 경기도리그 | 성남 맥파이스   | 2019년   | 탄천종합운동장 야구장    |
| 독립야구단 경기도리그 | 가평 웨일스     | 2021년   | 가평종합운동장 야구장    |
| 독립야구단 경기도리그 | 포천 몬스터     | 2022년   | 미정                     |
| 독립야구단 경기도리그 | 수원 파인이그스 | 2022년   | 미정                     |

### 농구
| 리그명 | 팀명                     | 창단연도 | 홈 경기장          |
| KBL    | 안양 정관장 레드부스터스 | 1992년   | 안양체육관         |
| KBL    | 고양 소노 스카이거너스   | 1995년   | 고양체육관         |
| KBL    | 수원 KT 소닉붐           | 1997년   | 수원KT소닉붐아레나 |
| WKBL   | 용인 삼성생명 블루밍스   | 1977년   | 용인실내체육관     |
| WKBL   | 부천 하나은행            | 2012년   | 부천실내체육관     |

### 배구
| 리그명      | 팀명                     | 창단연도 | 홈 경기장      |
| V-리그 (남) | 수원 한국전력 빅스톰     | 1992년   | 수원실내체육관 |
| V-리그 (남) | 안산 OK금융그룹 읏맨     | 2013년   | 상록수체육관   |
| V-리그 (남) | 의정부 KB손해보험 스타즈 | 1976년   | 의정부체육관   |
| V-리그 (여) | 수원 현대건설 힐스테이트 | 1995년   | 수원실내체육관 |
| V-리그 (여) | 화성 IBK 기업은행 알토스 | 2011년   | 화성실내체육관 |

### 아이스하키
| 리그명                | 팀명    | 창단연도 | 홈 경기장             |
| 아시아리그 아이스하키 | HL 안양 | 1994년   | 안양종합운동장 빙상장 |

### 경마
1989년 과천시에 한국마사회 서울경마공원이 개장하였고, 경기도에 8개의 KRA 플라자가 운영되고 있다.

## 자매 도시
| 국가              | 지역 & 도시        |
| ----------------- | ------------------ |
| 남아프리카 공화국 | 하우텡주           |
| 네덜란드          | 노르트홀란트주     |
| 러시아            | 모스크바           |
| 멕시코            | 멕시코주           |
| 미국              | 라스베이거스       |
| 미국              | 버지니아주         |
| 미국              | 유타주             |
| 미국              | 플로리다주         |
| 스페인            | 카탈루냐           |
| 오스트레일리아    | 퀸즐랜드주         |
| 일본              | 가나가와현         |
| 일본              | 아이치현           |
| 중국              | 광둥성(广东省)     |
| 중국              | 랴오닝성(辽宁省)   |
| 중국              | 산둥성(山东省)     |
| 중국              | 허베이성(河北省)   |
| 캐나다            | 브리티시컬럼비아주 |
| 파라과이          | 알토파라나주       |

## 같이 보기
- 경기남부
- 경기북부
- 경기도청
- 경기도의회
- 경기도의 분할
- 경기도의 시내버스